# Rain Over Me
Singles par Pitbull
Rabiosa
(2011) Suave (Kiss Me)
(2011)
Singles par Marc Anthony
A Quien Quiero Mentirle
(2011)
Pistes de Planet Pit
Give Me Everything Hey Baby (Drop It to the Floor)
Rain Over Me est une chanson du rappeur Pitbull et Marc Anthony. Le single est extrait du sixième album studio de Pitbull : Planet Pit. Il s'agit d'une chanson d'eurodance écrit par Pitbull, RedOne, Marc Anthony, Bilal "The Chef" Hajji, AJ Janussi, Rachid Aziz et produit par RedOne, David Rush et Jimmy Joker. Sorti le 10 juin 2011 sur les plateformes de téléchargement, il s'agit du 3e single promotionnel de l'album, puis le 19 juillet 2011 la chanson est choisie comme single officiel. Aux États-Unis, le single se classe à la 30e place du Billboard Hot 100. Cette chanson offre à Pitbull son 2e no 1 dans le classement Billboard Hot Latin Songs et son 1e no 1 au classement Billboard Tropical Songs. Pour le chanteur Marc Anthony, cette chanson lui offre son 6e no 1 au classement Hot Latin Songs ainsi que son 20e no 1 dans le classement Tropical Song ; et devient ainsi le 1e artiste à avoir atteint autant de no 1 dans ce classement. Le clip a été réalisé par David Rosseau, qui avait également réalisé le célèbre clip de Pitbull qui lui avait permis de se faire connaître au niveau mondial I Know You Want Me en 2009. Le clip vidéo est l'un des plus visionnés de l'artiste, qui cumule plus d'un milliard de visionnages sur YouTube.

## Formats et liste des pistes
- Téléchargement digial[6]

1. Rain Over Me (featuring Marc Anthony) – 3:51

- CD single

1. Rain Over Me (Album Version) (featuring Marc Anthony)
2. Rain Over Me (Joe Maz Remix) (featuring Marc Anthony)

## Classement et certifications
| Classement (2011)                       | Meilleure position |
| --------------------------------------- | ------------------ |
| Australie (ARIA)                        | 9                  |
| Autriche (Ö3 Austria Top 40)            | 5                  |
| Belgique (Flandre Ultratop 50 Singles)  | 8                  |
| Belgique (Wallonie Ultratop 50 Singles) | 2                  |
| Canada (Hot 100)                        | 7                  |
| République tchèque                      | 8                  |
| Danemark (Tracklisten)                  | 2                  |
| Finlande (Suomen virallinen lista)      | 2                  |
| France (SNEP)                           | 2                  |
| Allemagne (Media Control AG)            | 7                  |
| Hongrie (Dance Top 40)                  | 2                  |
| Hongrie (Rádiós Top 40)                 | 2                  |
| Islande (Lagalistinn)                   | 27                 |
| Irlande (IRMA)                          | 16                 |
| Israël (Media Forest)                   | 7                  |
| Italie (FIMI)                           | 19                 |
| Pays-Bas (Nederlandse Top 40)           | 16                 |
| Pays-Bas (Single Top 100)               | 17                 |
| Nouvelle-Zélande (RMNZ)                 | 7                  |
| Norvège (VG-lista)                      | 2                  |
| Écosse (OCC)                            | 20                 |
| Pologne Classement dance                | 1                  |
| Pologne (Video Chart)                   | 1                  |
| Roumanie (Romanian Top 100)             | 1                  |
| Slovaquie (IFPI Rádio)                  | 1                  |
| Espagne (PROMUSICAE)                    | 1                  |
| Suède (Sverigetopplistan)               | 12                 |
| Suisse (Schweizer Hitparade)            | 3                  |
| Suisse (Romandie)                       | 1                  |
| Royaume-Uni (UK Singles Chart)          | 28                 |
| États-Unis (Hot 100)                    | 30                 |
| États-Unis (Pop Airplay)                | 20                 |
| États-Unis (Rap Songs)                  | 25                 |

| Classement (2011)               | Position |
| ------------------------------- | -------- |
| Autriche Classement single      | 36       |
| Allemagne Classement single     | 63       |
| Grèce Classement Airplay        | 79       |
| Pologne Classement single dance | 18       |
| Roumanie Top 100                | 22       |
| Suisse Classement single        | 15       |

### Certifications
| Pays      | Organisme  | Certification | Vente   |
| --------- | ---------- | ------------- | ------- |
| Allemagne | BVMI       | Or            | 150 000 |
| Autriche  | IFPI       | Or            | 15 000  |
| Belgique  | BEA        | Or            | 15 000  |
| Danemark  | IFPI       | Or            | 15 000  |
| Espagne   | PROMUSICAE | Platine       | 40 000  |
| Finlande  | IFPI       | Or            | 5 000   |
| Italie    | FIMI       | Or            | 15 000  |
| Norvège   | IFPI       | 5 × Platine   | 50 000  |
| Suisse    | IFPI       | 2 × Platine   | 60 000  |

## Historique de sortie
| Pays       | Date             | Format                                |
| ---------- | ---------------- | ------------------------------------- |
| États-Unis | 10 juin 2011     | Digital download — promotional single |
| Australie  | 4 juillet 2011   | Contemporary Hit Radio, Nights        |
| États-Unis | 19 juillet 2011  | Mainstream radio airplay              |
| France     | 5 septembre 2011 | CD single                             |
| Allemagne  | 21 octobre 2011  | CD single                             |